# Saqueo de Mahón
El saqueo de Mahón tuvo lugar en 1535, cuando Jeireddín Barbarroja atacó el puerto de Mahón, en las Islas Baleares.
La expedición ocurrió semanas después de la derrota de Barbarroja en la conquista de Túnez por Carlos I de España. Barbarroja había escapado de Túnez y embarcado su flota en Bône.
Mahón no tenía guarnición, sólo uno o dos cañones y ninguna munición o pólvora almacenada. Sólo contaba con 300 armas y unos 1500 habitantes, de los cuales sólo 350 eran aptos para el servicio militar. La capital de la isla en aquel momento era Ciudadela, que albergaba la guarnición. Barbarroja se hizo con un botín considerable y unos 600-800 esclavos que llevó consigo a Argel.

## Ataque
En la noche del 1 de septiembre de 1535, la armada del Imperio otomano entró en el puerto de Mahón camuflada como barcos imperiales que regresaban de la conquista de Túnez. Los frailes franciscanos Bartomeu Genestar y Francesc Coll fueron a recibir los barcos, creyendo que se trataba de naves imperiales. Al darse cuenta de que eran los turcos, dieron aviso a la población, que cerró las murallas de la ciudad y comenzó a prepararse para la batalla.
Al ver que Barbarroja desembarcaba sus 2500 hombres y comenzaba a asediar la ciudad, la población avisó del peligro al gobernador de Ciudadela (entonces capital de Menorca), que inmediatamente reunió a los caballeros y formó una columna de socorro que se dirigió rápidamente hacia Mahón, reclutando refuerzos adicionales por el camino. El 3 de septiembre, la columna de 300 hombres entró en contacto con las tropas otomanas, que, muy superiores en número, la aniquilaron, matando al gobernador y a 100 de sus caballeros.
El fracaso de la columna de socorro minó la moral de la población sitiada, y cuando la muralla quedó parcialmente destruida, los dirigentes de Mahón se pusieron en contacto con Barbarroja para discutir los términos de la rendición. En la noche del 4 de septiembre, acordaron la rendición de la ciudad, con la condición de que en el saqueo de la ciudad se respetara a los dirigentes y sus casas. La noche siguiente fue infernal para Mahón, con la muerte de los franciscanos y otros civiles, además de violaciones, incendios, depredaciones y la captura de 600 prisioneros de los que nunca más se supo. Mientras tanto, los dirigentes de la ciudad se refugiaron en Binimaimut.

## Consecuencias
Los dirigentes que habían rendido la ciudad fueron capturados el 8 de septiembre por orden de Eximén Pérez de Figuerola, virrey de Mallorca. Ese mismo día comenzó el juicio, que duró más de un año, y el 24 de octubre de 1536 los cinco principales acusados fueron ejecutados en la plaza del Born de Ciudadela.
El ataque llevó a la construcción del castillo de San Felipe a partir de 1554, con una nueva guarnición de soldados profesionales, además de una torre de defensa en el muelle de Palma de Mallorca. En el siglo siguiente, el área alrededor de la torre defensiva se amplió con la construcción de la fortaleza de La Avanzada.